# أكسيد الليثيوم
 أكسيد الليثيوم مركب كيميائي له الصيغة Li2O، ويكون على شكل مسحوق بلوري أبيض.

## التحضير
يحضر أكسيد الليثيوم من تفاعل فلز الليثيوم مع أكسجين الهواء بتفاعل احتراق حيث يتشكل بيروكسيد الليثيوم كناتج ثانوي  من التفاعل:
{\displaystyle \mathrm {4\ Li+O_{2}\longrightarrow \ 2\ Li_{2}O} }
كما يمكن أن يحضر من التفكك الحراري لبيروكسيد الليثيوم  حسب المعادلة:
{\displaystyle \mathrm {2\ Li_{2}O_{2}{\xrightarrow {195^{\circ }C}}\ 2\ Li_{2}O\ +O_{2}} }

## الخواص
- يتفاعل أكسيد الليثيوم مع الماء عند التلامس بتفاعل حلمهة، مشكلا هيدروكسيد الليثيوم، ويكون هذا التفاعل ناشر للحرارة.
- لمركب أكسيد الليثيوم قرينة انكسار تبلغ 1.644، [6] في حين أن نقطة انصهار المركب مرتفعة نسبيا، 1427 °س.

### البنية
لبلورات أكسيد الليثيوم بنية مكعبة بشكل معاكس لبنية الفلوريت Antifluorite، والتي لها صلة ببنية فلوريد الكالسيوم، حيث تحل كاتيونات الليثيوم مكان أنيونات الفلوريد، وأنيونات الأكسيد مكان كاتيونات الكالسيوم. ولقد أظهرت الدراسات على أن الحالة المستقرة من المركب في الطور الغازي لها بنية خطية، وتتوافق طول الرابطة فيها مع قوة الرابطة الأيونية.

## الاستخدامات
- يستخدم أكسيد الليثيوم في صناعة السيراميك، حيث يخلط مع الفلزات المختلفة مثل النحاس أو الكوبالت، كما يستخدم بكميات ضئيلة ومؤثرة مع أكسيد الإتريوم الثلاثي في سيراميك الزركونيوم، حيث يستخدم لقياس مدى التحمل الحراري للسيراميك باستخدام مطيافية الإصدار الذري.
- تجري الدراسات حالياً حول إمكانية أن يحل أكسيد الليثيوم مكان أكسيد ليثيوم كوبالت الذي يستخدم كمهبط في بطارية ليثيوم أيون المستخدمة في العديد من الأجهزة الكهربائية المحمولة.[10]